# Vostok (forskningsstation)
För andra betydelser, se Vostok (olika betydelser).
Vostok är en forskningsstation belägen i östra delen av Antarktis, inte långt från den geomagnetiska sydpolen. Avståndet till den geografiska sydpolen är cirka 1 000 kilometer. Stationen grundades 1957 och drevs av Sovjetunionen fram tills Sovjetunionen upplöstes som statsbildning 1991. Numera drivs den gemensamt av ryska, amerikanska och franska vetenskapsmän. I januari 1994 stängdes den tillfälligt. Stationens läge nära den magnetiska sydpolen gör stationen till en utmärkt plats för att studera jordens magnetfält. Forskning bedrivs även inom bland annat klimatologi, geofysik och meteorologi. 1996–97 upptäcktes Vostoksjön som är världens största kända sjö belägen under inlandsis med en yta på cirka 14 000 kvadratkilometer, belägen cirka 4 000 meter under Vostokstationen.
Vostokstationen tillhör de allra mest otillgängliga och ogästvänliga platserna i världen. Den är belägen nästan 3 500 meter över havet och istäcket under stationen är uppemot 4000 meter tjockt. Kombinationen av ett extremt kallt klimat, fem månaders polarnatt, mycket låg luftfuktighet och (på grund av höjden) låg syrehalt i luften gör regionen praktiskt taget omöjlig för permanent bosättning. De forskare som vistas där behöver ofta åtskilliga veckor för att vänja kroppen vid de extrema förhållandena.

## Jordens kallaste plats
Tillsammans med den närbelägna så kallade södra köldpolen är Vostokstationen jordens kallaste plats där kontinuerliga observationer görs. Den 21 juli 1983 uppmättes en temperatur på -89,2 °C vilket är den lägsta officiellt registrerade temperaturen. Årsmedeltemperaturen (dygnsgenomsnitt) är ungefär -57 °C, och aldrig når dygnsmedeltemperaturen högre än -30 °C.
Den högsta uppmätta temperaturen vid Vostokstationen är -12,2 °C. I juli 1987 uppmättes en maxtemperatur under månaden på -72,2 °C. Den 27 augusti 2008 uppmättes en temperatur på -84 °C, vilket var den lägsta uppmätta temperaturen i världen på 10 år. Genom att borra så kallade iskärnor går det att studera områdets klimat hundratusentals år bakåt i tiden vilka bland annat används för att studera klimatförändringar.

### Fotnoter
1. ↑  Vostok Station at GeoNames.Org (cc-by); post uppdaterad 2012-02-07; databasdump nerladdad 2015-11-07
2. ↑  https://www.usatoday.com/story/weather/2013/12/10/antarctica-cold-record/3950019/ USA Today om det inofficiella rekordet, läst 2017-07-18.
3. ↑  https://wmo.asu.edu/content/world-meteorological-organization-global-weather-climate-extremes-archive Officiella rekord enligt WMO, läst 2017-07-18.
4. ↑  http://www.smhi.se/cmp/jsp/polopoly.jsp?d=103&a=36741&l=sv